# Rickard Olsson
Mats Rickard Olsson (tidigare Olsson-Essé), född 7 februari 1967 i Katarina församling, Stockholm, är en svensk TV- och radioprogramledare. Han var programledare för Bingolotto 2005–2008 och 2018–2020. Mellan 2008 och 2018 var han programledare för frågesportsprogrammet Vem vet mest?.

## Biografi

### Bakgrund
Han växte upp i Gävle, men bor numera i Nacka. Olsson gick i högstadiet på Stora Sätraskolan och gymnasiet på Vasaskolan i Gävle, där han var aktiv i GGF Verdandi. I början av 1990-talet studerade Rickard Olsson på kulturvetarlinjen vid dåvarande Högskolan i Örebro (nuvarande Örebro universitet).

### Karriär
Olsson startade sin karriär på Radio Gävleborg. Därefter har han varit programledare för Bullen, Söndagsöppet, Melodifestivalen, Nyhetsmorgon i TV4, Morgonpasset i Sveriges Radio P3, P4 Extra i Sveriges Radio P4, Under Solen och Bonus i P3 samt Studio X i P1. Han har dessutom arbetat för Ekoredaktionen som rikskorrespondent. 2005–2008 var han programledare för Bingolotto i TV4.
Han har lett galorna Aftonbladets TV-pris 2006 och TV-priset Kristallen 2007 tillsammans med Ann Söderlund samt 2009 då han ledde galan själv. Olsson var också värd för invigningen av Solheim Cup 2007 från Torget i Halmstad, inför 390 miljoner TV-tittare världen över via bland annat CNN International och Golf Channel.
Mellan hösten 2008 och våren 2018 ledde Rickard Olsson SVT:s dagliga frågesport Vem vet mest? som är baserat på ett format från Storbritanniens Fifteen to One som gick mellan 1989 och 2003 på Channel 4. Under våren 2010 var han programledare för Bubblan. Våren 2011 var Rickard Olsson också programledare för Melodifestivalen tillsammans med Marie Serneholt. Under hösten 2011 ledde han nygamla Gäster med gester som sändes i SVT på lördagskvällarna, och är redaktör för Copycat Singers. Under 2013–2018 var han även programledare för Wild Kids. Han var mellan 2013 och 2017 varje sommar programledare för Sommarkväll med Rickard Olsson. Våren 2014 var Olsson en av programledarna i URs dokumentärserie om tv-historia, Programmen som förändrade TV. Hösten 2018 blev Rickard Olsson åter igen programledare för Bingolotto på TV4, ett uppdrag han lämnade i april 2020. 2024 var han programledare för direktsända frågesporten Primetime, där han var med och sponsrade lotteriet Pangeo.

### Familj
Olsson har varit gift med Lena Larsson och de har en dotter tillsammans. 2020-2022 var han gift med Giselle Esse Hyvönen.

## Utmärkelser
- 2005 – Se och Hörs läsarpris för årets bästa manliga TV-personlighet
- 2009 – nominerad till Stora Radiopriset i kategorin årets bästa Public Service för sin serie Hur funkar EU
- 2009 – utnämnd till hedersledamot av Gästrike-Hälsinge nation i Uppsala.
- 2011 – vald till Årets alumn vid Örebro universitet, med motiveringen att "han gör kunskapsidealet medialt synligt".[15]

## Teater

### Roller
| År   | Roll | Produktion                                              | Regi            | Teater     |
| ---- | ---- | ------------------------------------------------------- | --------------- | ---------- |
| 2008 |      | Sune Anders Jacobsson och Sören Olsson och Martin Landh | Fredde Granberg | Göta Lejon |